# Bratt (ätt)
Bratt är en svensk adelsätt, som enligt traditionen är av norskt adligt ursprung.

## Historik
Enligt ofullständigt utforskade traditioner ska flera släkter Bratt i Värmland ha gemensamt ursprung i Nils Brath som skulle ha varit bördig från Norge och där skulle ha varit adlig, och som år 1469 adlades i Sverige av kung Karl Knutsson (Bonde). En ättegren introducerades sedermera med namnet Bratt af Höglunda och en annan som von Bratt. Ätten von Bratt anses tillhöra Bratt från Mariestad och kopplingen till de andra Brattsläkterna är inte utredd.
Även släkten Bratt från Brattfors anses tillhöra denna ätt.